# Silberrose (Goldkronach)
Silberrose ist ein Gemeindeteil der Stadt Goldkronach im Landkreis Bayreuth (Oberfranken, Bayern). Silberrose liegt in der Gemarkung Brandholz.

## Geografie
Die Einöde liegt am Westhang des Zoppatenberg (545 m ü. NHN), einer Erhebung des Fichtelgebirges. Ein Anliegerweg führt nach Brandholz (0,4 km östlich).

## Geschichte
1769 wurde ein Bergwerk namens Silberrose erwähnt. wurde Gegen Ende des 18. Jahrhunderts bestand Silberrose aus einem Anwesen. Die Hochgerichtsbarkeit stand dem bayreuthischen Stadtvogteiamt Goldkronach zu. Das Bergamt Goldkronach war Grundherr des Tropfhauses.
Von 1797 bis 1810 unterstand Silberrose dem Justiz- und Kammeramt Gefrees. Infolge des Ersten Gemeindeedikts wurde Silberrose dem 1812 gebildeten Steuerdistrikt Goldkronach und der zugleich entstandenen Ruralgemeinde Zoppaten zugewiesen. Mit dem Zweiten Gemeindeedikt (1818) wurde Silberrose in die Ruralgemeinde Brandholz eingegliedert. Im Zuge der Gebietsreform in Bayern wurde Silberrose am 1. Mai 1978 nach Goldkronach eingemeindet.

### Einwohnerentwicklung
| Jahr      | 001818 | 001819 | 001861 | 001871 | 001885 | 001900 | 001925 | 001950 | 001961 | 001970 | 001987 |
| Einwohner | 14     | *      | 9      | 11     | 3      | 3      | 7      | *      | *      | 8      | 5      |
| Häuser    | 1      |        |        |        | 1      | 1      | 1      | *      | *      |        | 1      |
| Quelle    | [ 7 ]  | [ 10 ] | [ 11 ] | [ 12 ] | [ 13 ] | [ 14 ] | [ 15 ] | [ 16 ] | [ 17 ] | [ 18 ] | [ 1 ]  |

## Religion
Silberrose ist evangelisch-lutherisch geprägt und bis heute nach St. Erhard (Goldkronach) gepfarrt.